# Rue Rapp
La rue Rapp est une voie de la commune française de Colmar.

## Situation et accès
Cette voie de circulation, d'une longueur de 370 m, se trouve dans le quartier centre.
On y accède par les rues des Clefs, de la cavalerie, du Nord, de Thann, du Chantier, des Brasseries et la place Haslinger.
Cette voie n'est pas desservie par les bus de la TRACE.

## Origine du nom
La rue doit son nom au général Jean Rapp (1773 - 1821), natif de la ville.

## Bâtiments remarquables et lieux de mémoire
Dans cette rue se trouvent des édifices remarquables.

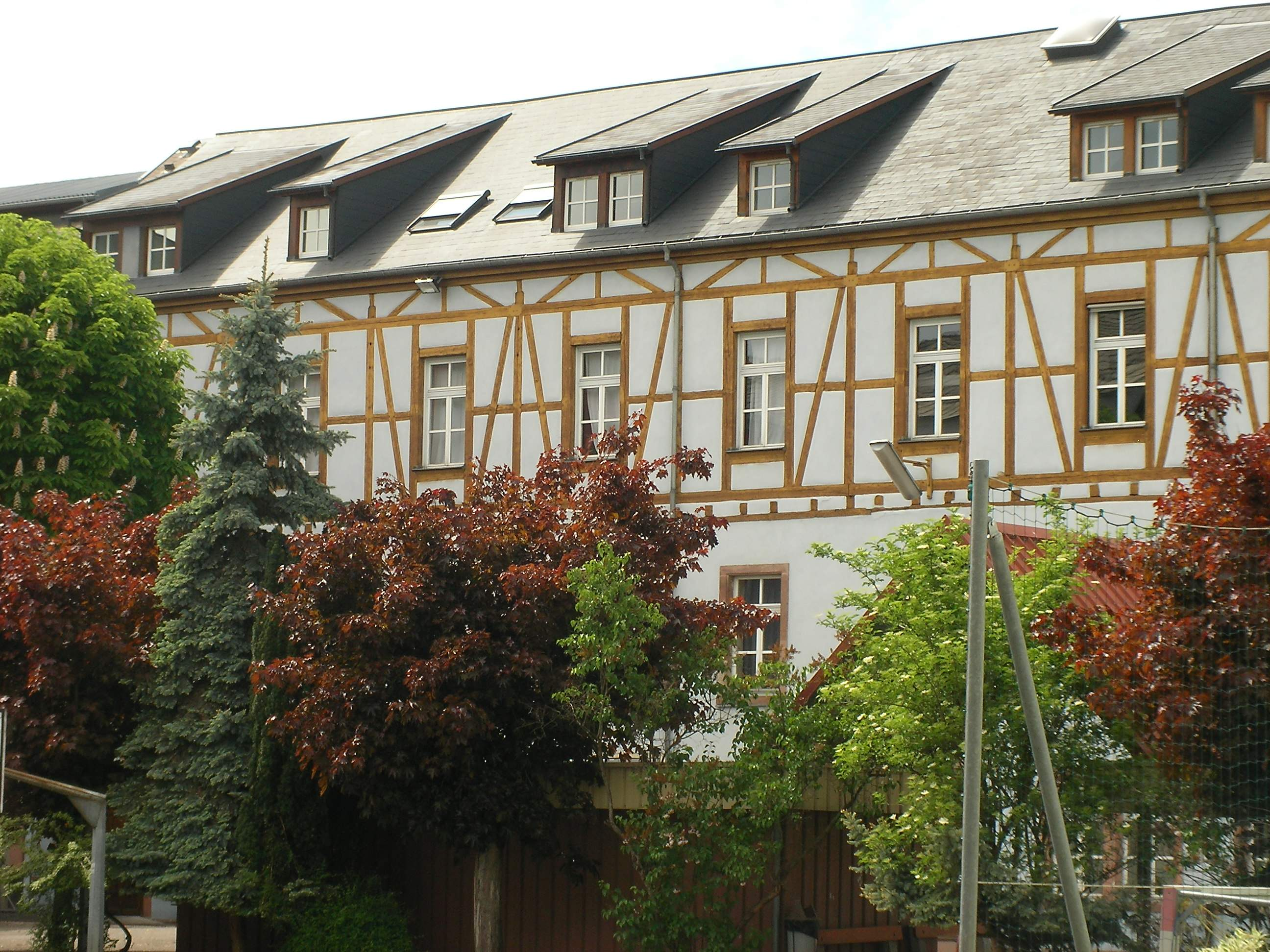
Couvent des Capucins (1700)
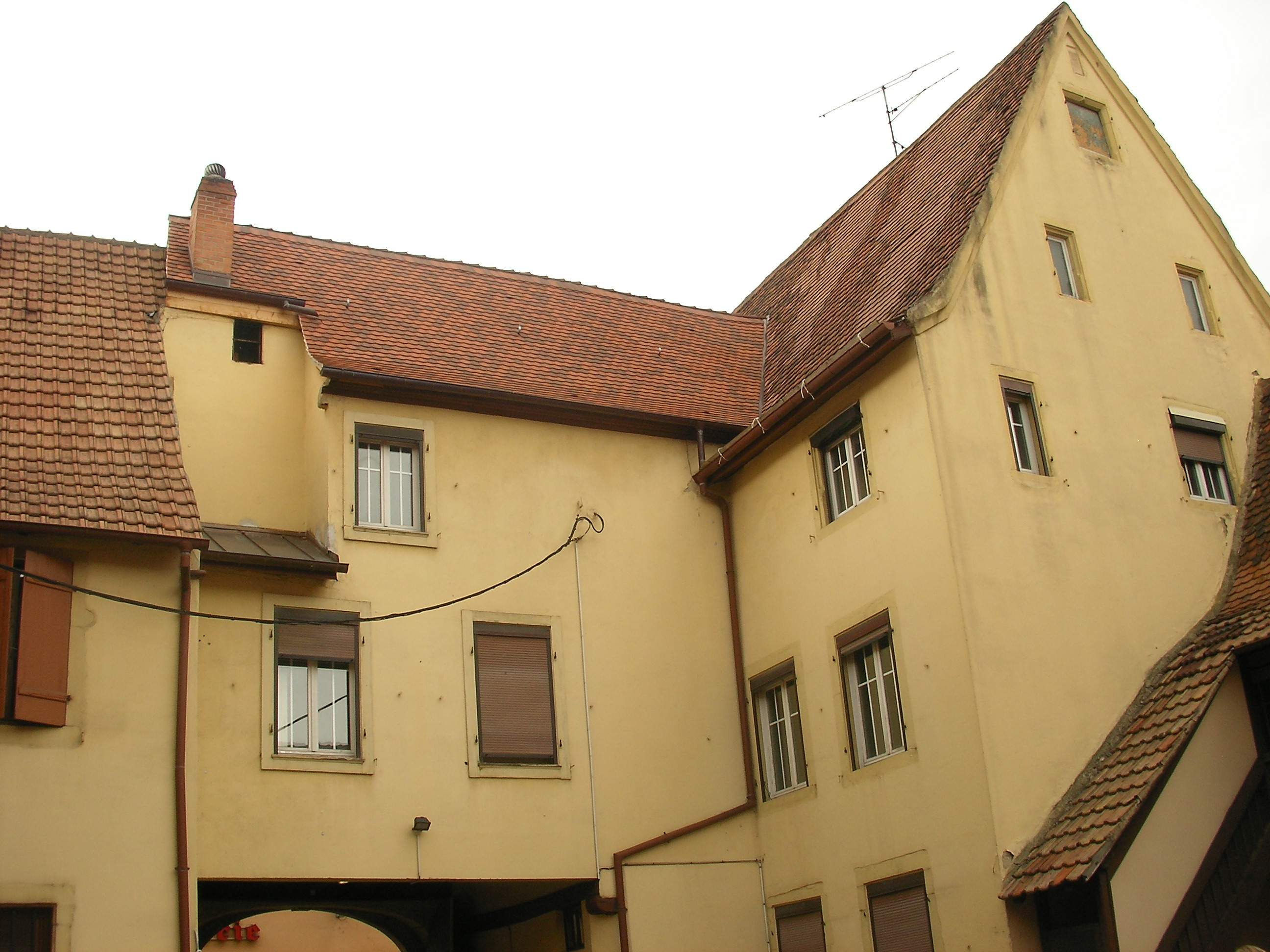
Maison au no 8
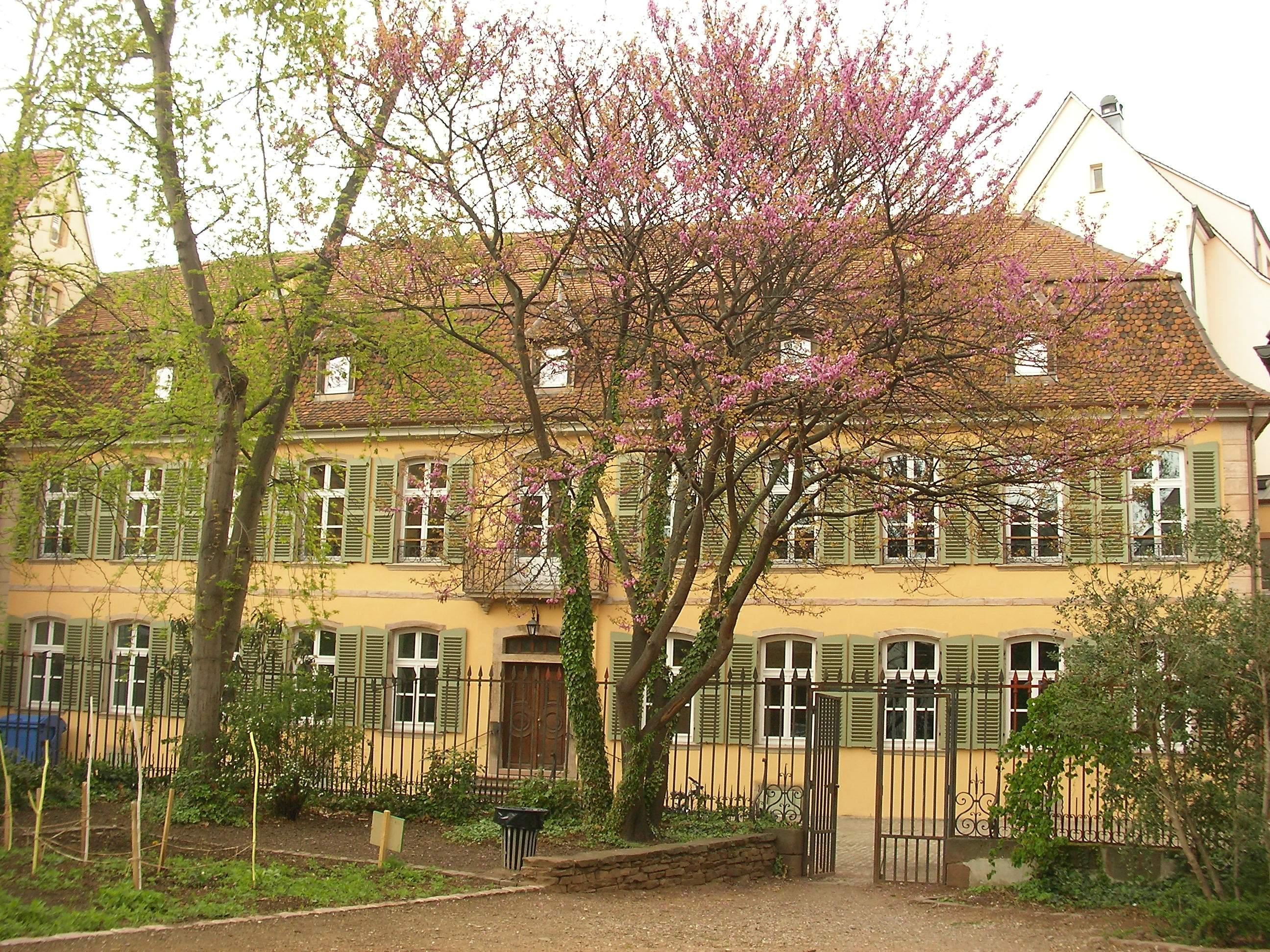
Maison du préteur royal de Colmar